# Перон (полуостров)
Перон (англ. Peron Peninsula) — полуостров в Австралии.

## География

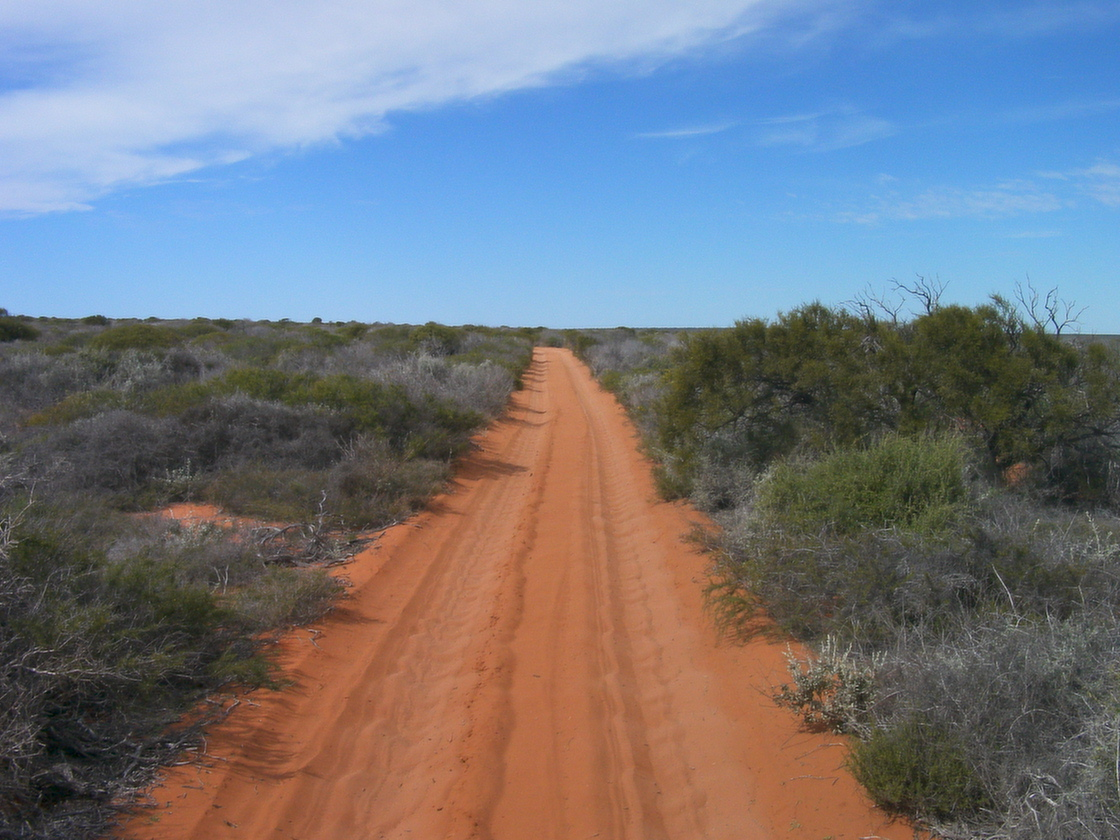
Национальная парк Франсуа Перона

Полуостров Перон расположен в австралийском штате Западная Австралия, между бухтой Хамелин-Пул и заливом Денем. К западу от него находится остров Дерк-Хартог, а к юго-западу — полуостров Идел-Ленд с мысом Стип-Пойнт, который является самой западной точкой континентальной части австралийского континента. На Пероне имеются постоянные поверхностные воды, в том числе грунтовые воды, допуск к которым осуществляется через артезианские скважины.
Полуостров сложен из кварцевого песчаника, который отложился на антиклинали Перона примерно 2 млн — 10 тысяч лет назад. Песчаник имеет характерный красноватый оттенок, вызванный содержанием в нём оксида железа.
Здесь расположен Национальный парк Франсуа Перона (англ. Francois Peron National Park), находящийся в границах объекта Всемирного наследия Шарк-Бей. Площадь парка, который занимает северную оконечность полуострова, составляет около 52 тысяч га.
Флора и фауна полуострова крайне разнообразна и представлена многими редкими видами животных и растений. На Пероне гнездится большое количество перелётных птиц, обитают эму, малюры, кустовки и славка вида лат. Amytornis textilis. Прибрежные воды богаты морской фауной. Среди растений преобладают акации.

## История

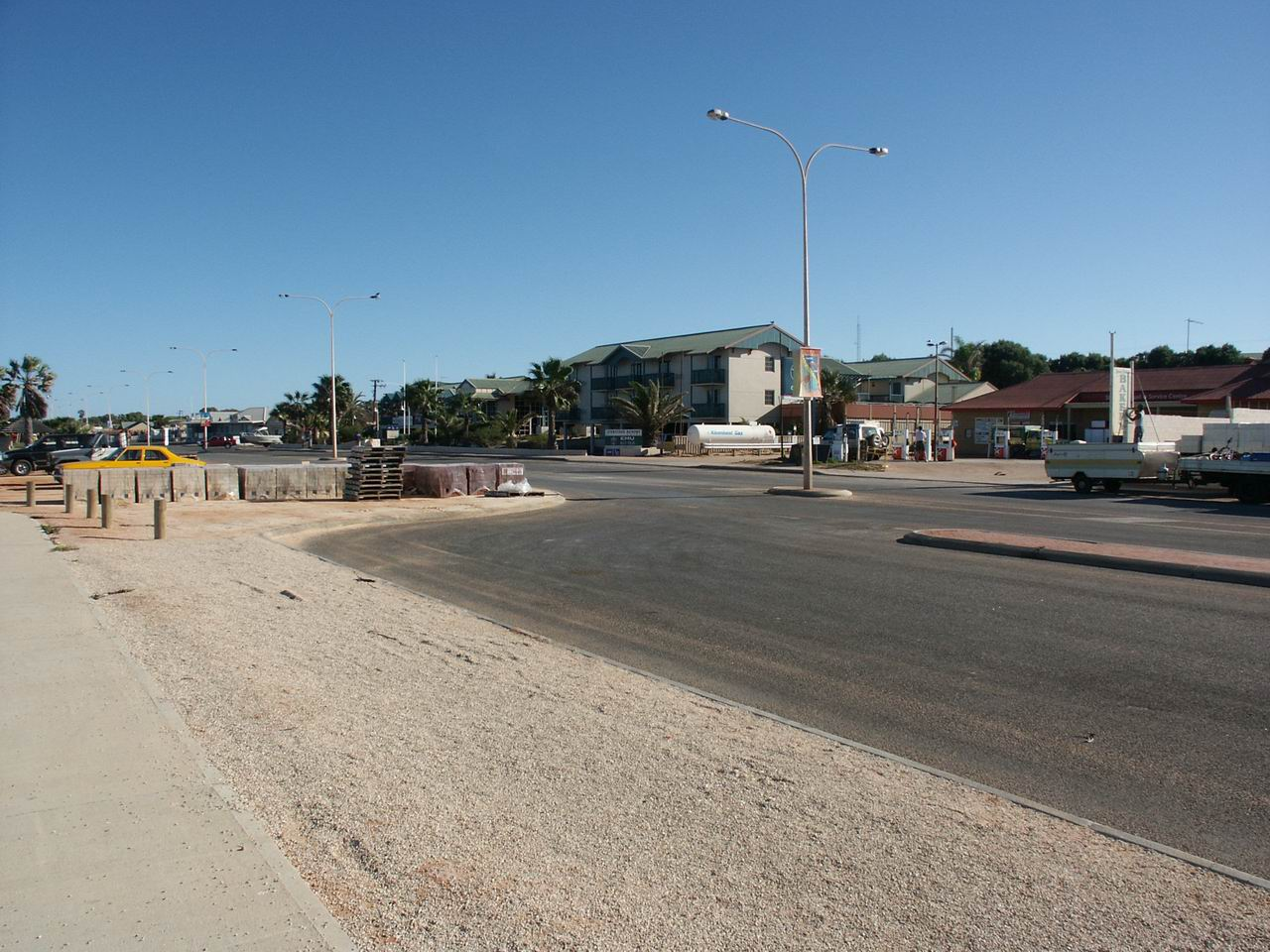
Город Денем.

Перон с давних времён населяют коренные жители Австралии — австралийские аборигены племени вулайибиди (англ. Wulyibidi), разговаривающие на языке малгана. Язык был впервые изучен французскими исследователями в начале XIX века. Значительный вклад в изучение полуострова (антропологии его коренных жителей, океанографии, метеорологии и местной фауны) внёс французский натуралист, член экспедиций 1801 и 1803 годов Николя-Тома Бодена, Франсуа Перон (англ. François Péron), в честь которого полуостров и получил современное название.
С конца 1880-х годов по 1990 год полуостров использовалась под овцеводческие фермы. Кроме того, в прибрежных заливах вёлся вылов жемчуга. В 1990 году Перон был выкуплен правительством штата Западная Австралия, которое в 1993 году организовало в северной части полуострова Национальный парк Франсуа Перона. Южная часть Перона стала нерезервной правительственной землёй (англ. unallocated government land).

## Население
В южной части полуострова, которая не входит в состав национальных парков, расположено несколько населённых пунктов, крупнейший из которых город Денем. Административно Перон входит в состав графства Шарк-Бей (англ. Shire of Shark Bay).